# Poullignac
Cet article possède un paronyme, voir Polignac.
Poullignac est une commune du Sud-Ouest de la France, située dans le département de la Charente (région Nouvelle-Aquitaine).

## Géographie

### Localisation et accès
Poullignac est une commune du Sud Charente située à 12 km à l'ouest de Montmoreau-Saint-Cybard et 31 km au sud d'Angoulême.
Poullignac est aussi à 8 km au nord de Brossac, 9 km au sud-ouest de Blanzac, 13 km au sud-est de Barbezieux et 15 km au nord-ouest de Chalais.
La route principale de la commune est la D 24, de Montmoreau à Barbezieux, qui limite la commune au nord et passe à 1 km du bourg. La D 7, route de Chalais et Brossac à Blanzac et Angoulême, traverse l'est de la commune. Le bourg est desservi par une route communale reliant la D 24 au nord et la D 128 à l'ouest.
La gare la plus proche est celle de Montmoreau, desservie par des TER à destination d'Angoulême et de Bordeaux.

### Hameaux et lieux-dits
Le bourg est minuscule et la commune compte quelques petits hameaux et fermes, comme Chez Gilbert, Chez Boucher et la Caillère autour du bourg.

### Communes limitrophes
| Brie-sous-Barbezieux | Bessac         | Deviat        |
| Berneuil             | Poullignac     | Saint-Martial |
|                      | Sainte-Souline | Saint-Félix   |

### Géologie et relief
Géologiquement, la commune est située dans les coteaux calcaires du Bassin aquitain datant du Crétacé supérieur, comme toute la moitié sud du département de la Charente.
On trouve le Campanien, calcaire crayeux, sur toute la surface de la commune. La bordure septentrionale est recouverte de dépôts du Tertiaire (Lutétien) composés de galets, sables et argiles, propices aux bois de châtaigniers, altérés lors des glaciations du Quaternaire,,,.
Le relief de la commune est celui d'une vallée de direction est-ouest creusant un plateau assez vallonné. Le point culminant est à une altitude de 167 m, situé à l'extrémité orientale, en haut des Chagnasses. Le point le plus bas est à 79 m, situé sur la limite ouest près de la Gorre. Le bourg, construit sur un promontoire dominant la vallée, est à 110 m d'altitude.

### Hydrographie

#### Réseau hydrographique

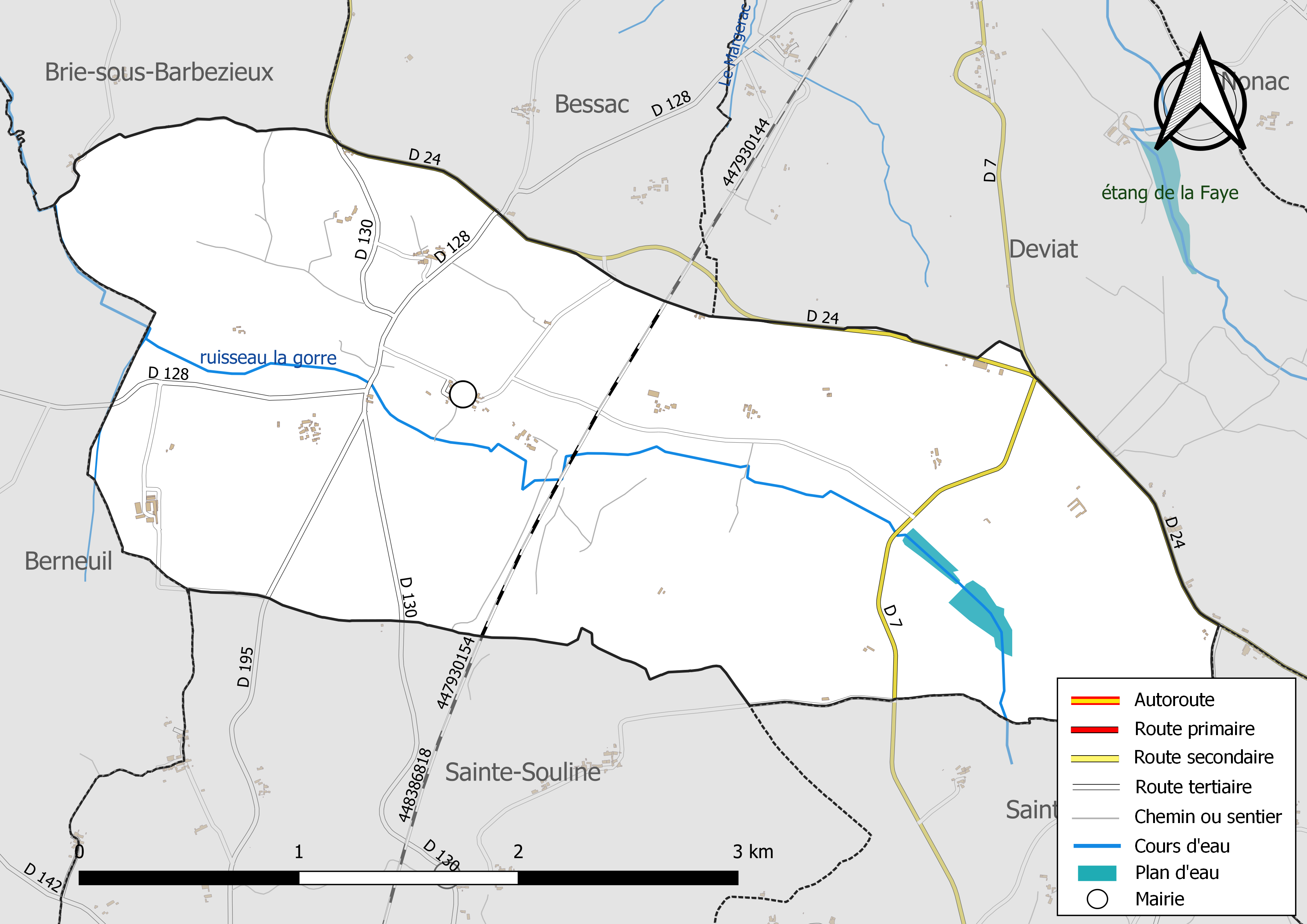
Réseaux hydrographique et routier de Poullignac.

La commune est située dans le bassin versant de la Charente et  le bassin de la Dordogne au sein du Bassin Adour-Garonne. Elle est drainée par le ruisseau la gorre et par un petit cours d'eau, qui constituent un réseau hydrographique de 6 km de longueur totale,.
La Gorre, affluent de la Maury et sous-affluent du Né qui se jette dans la Charente, traverse la commune d'est en ouest et passe au pied du bourg.
Elle prend sa source dans le domaine de Beaulieu où elle alimente deux étangs.

#### Gestion des eaux
Le territoire communal est couvert par les schémas d'aménagement et de gestion des eaux (SAGE) « Charente » et « Isle - Dronne ». Le SAGE « Charente», dont le territoire correspond au bassin de la Charente, d'une superficie de 9 300 km2, a été approuvé le 19 novembre 2019. La structure porteuse de l'élaboration et de la mise en œuvre est l'établissement public territorial de bassin Charente. Le SAGE « Isle - Dronne», dont le territoire regroupe les bassins versants de l'Isle et de la Dronne, d'une superficie de 7 500 km2, a été approuvé le 2 août 2021. La structure porteuse de l'élaboration et de la mise en œuvre est l'établissement public territorial de bassin de la Dordogne (EPIDOR). Ils définissent chacun sur leur territoire les objectifs généraux d’utilisation, de mise en valeur et de protection quantitative et qualitative des ressources en eau superficielle et souterraine, en respect des objectifs de qualité définis dans le troisième SDAGE  du Bassin Adour-Garonne qui couvre la période 2022-2027, approuvé le 10 mars 2022.

### Climat
Comme dans les trois quarts sud et ouest du département, le climat est océanique aquitain.

## Urbanisme

### Typologie
Au 1er janvier 2024, Poullignac est catégorisée commune rurale à habitat très dispersé, selon la nouvelle grille communale de densité à 7 niveaux définie par l'Insee en 2022.
Elle est située hors unité urbaine et hors attraction des villes,.

### Occupation des sols
L'occupation des sols de la commune, telle qu'elle ressort de la base de données européenne d’occupation biophysique des sols Corine Land Cover (CLC), est marquée par l'importance des territoires agricoles (83 % en 2018), une proportion sensiblement équivalente à celle de 1990 (82,4 %). La répartition détaillée en 2018 est la suivante : 
terres arables (67,2 %), forêts (16,6 %), zones agricoles hétérogènes (9,4 %), prairies (3,7 %), cultures permanentes (2,7 %), milieux à végétation arbustive et/ou herbacée (0,4 %). L'évolution de l’occupation des sols de la commune et de ses infrastructures peut être observée sur les différentes représentations cartographiques du territoire : la carte de Cassini (XVIIIe siècle), la carte d'état-major (1820-1866) et les cartes ou photos aériennes de l'IGN pour la période actuelle (1950 à aujourd'hui).

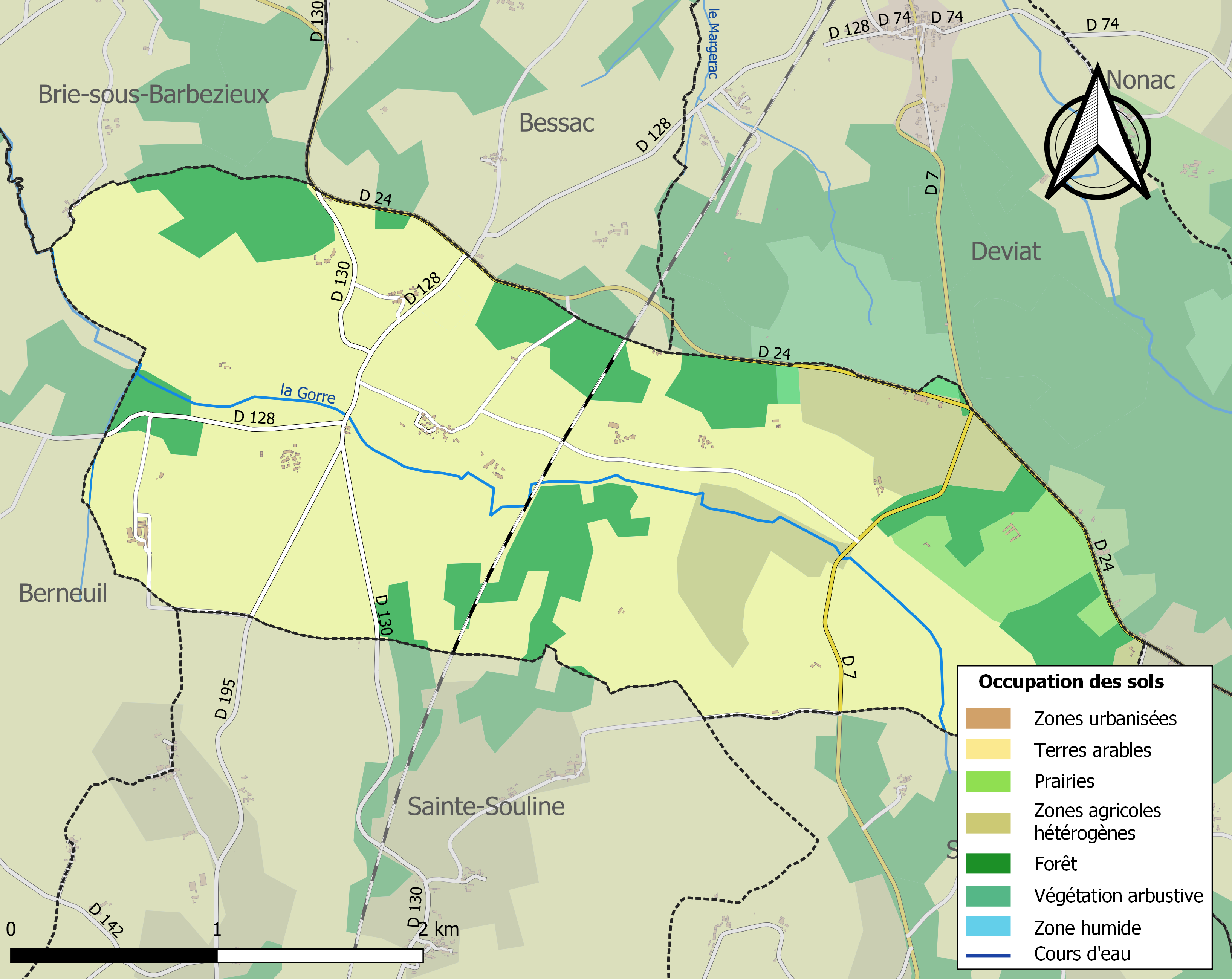
Carte des infrastructures et de l'occupation des sols de la commune en 2018 (CLC).

### Risques majeurs
Le territoire de la commune de Poullignac est vulnérable à différents aléas naturels : météorologiques (tempête, orage, neige, grand froid, canicule ou sécheresse) et séisme (sismicité faible). Un site publié par le BRGM permet d'évaluer simplement et rapidement les risques d'un bien localisé soit par son adresse soit par le numéro de sa parcelle.

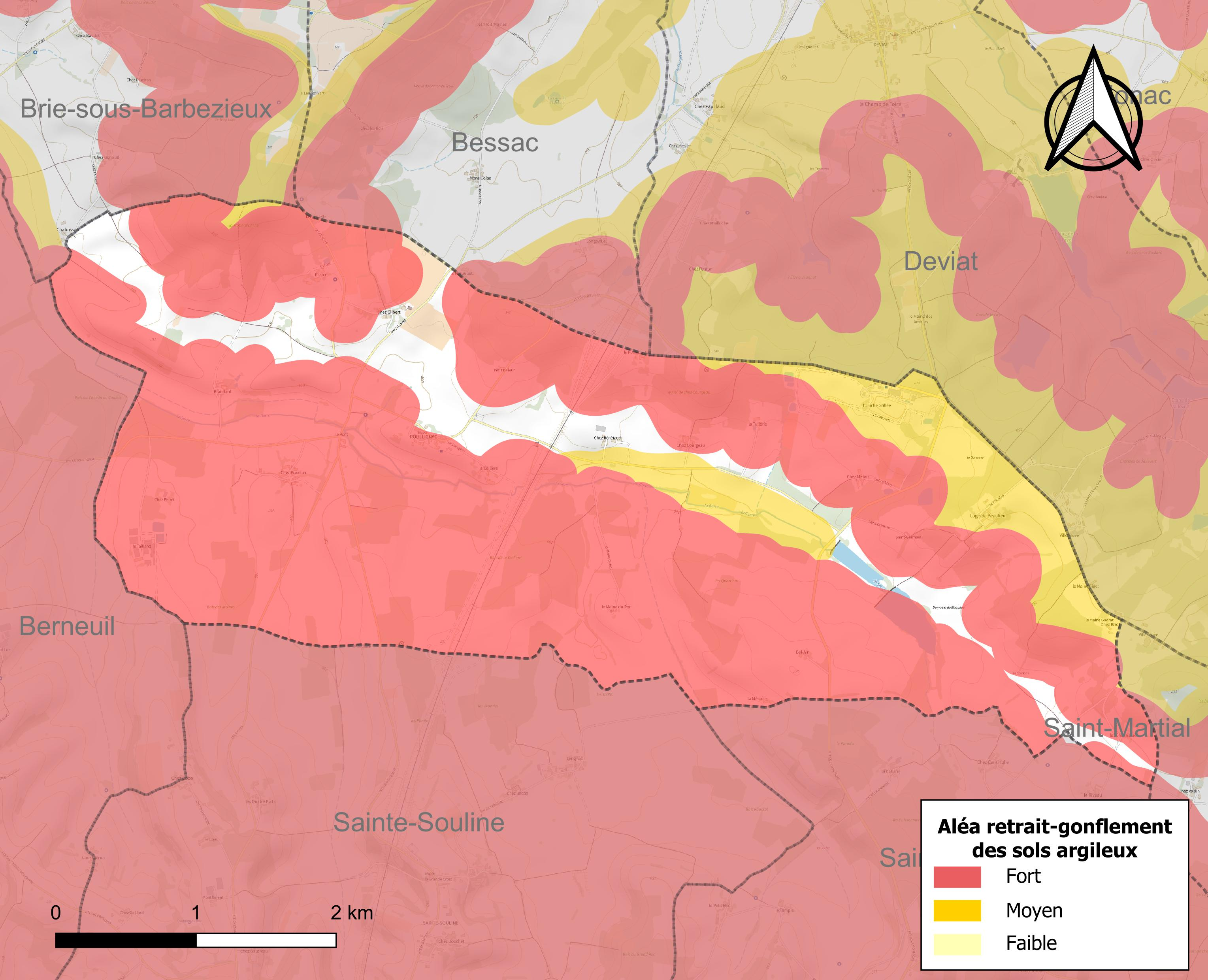
Carte des zones d'aléa retrait-gonflement des sols argileux de Poullignac.

Le retrait-gonflement des sols argileux est susceptible d'engendrer des dommages importants aux bâtiments en cas d’alternance de périodes de sécheresse et de pluie. 89,2 % de la superficie communale est en aléa moyen ou fort (67,4 % au niveau départemental et 48,5 % au niveau national). Sur les 61 bâtiments dénombrés sur la commune en 2019,  55 sont en aléa moyen ou fort, soit 90 %, à comparer aux 81 % au niveau départemental et 54 % au niveau national. Une cartographie de l'exposition du territoire national au retrait gonflement des sols argileux est disponible sur le site du BRGM,.
Par ailleurs, afin de mieux appréhender le risque d’affaissement de terrain, l'inventaire national des cavités souterraines permet de localiser celles situées sur la commune.
La commune a été reconnue en état de catastrophe naturelle au titre des dommages causés par les inondations et coulées de boue survenues en 1982, 1983 et 1999. Concernant les mouvements de terrains, la commune a été reconnue en état de catastrophe naturelle au titre des dommages causés par des mouvements de terrain en 1999.

## Toponymie
Les formes anciennes sont Pauliniaco en 1083-1098, Paulinac en 1121, Pouliniacum, Poulinhaco, Poulinhac au XIIIe siècle.
L'origine du nom de Poullignac remonterait à un nom de personne gallo-romain Paulinius, dérivé de Paulus, auquel est apposé le suffixe -acum, ce qui correspondrait à Pouliniacum, « domaine de Paulinius »,.

## Histoire
Un fossé d'enclos carré protohistorique avec fosse centrale a été trouvé par archéologie aérienne au lieu-dit Chez Courgeau.
Sous l'Ancien Régime, le bourg de Poullignac était le siège d'une petite seigneurie qui appartenait au XVIe siècle à Jean de Cruc, écuyer.

## Administration

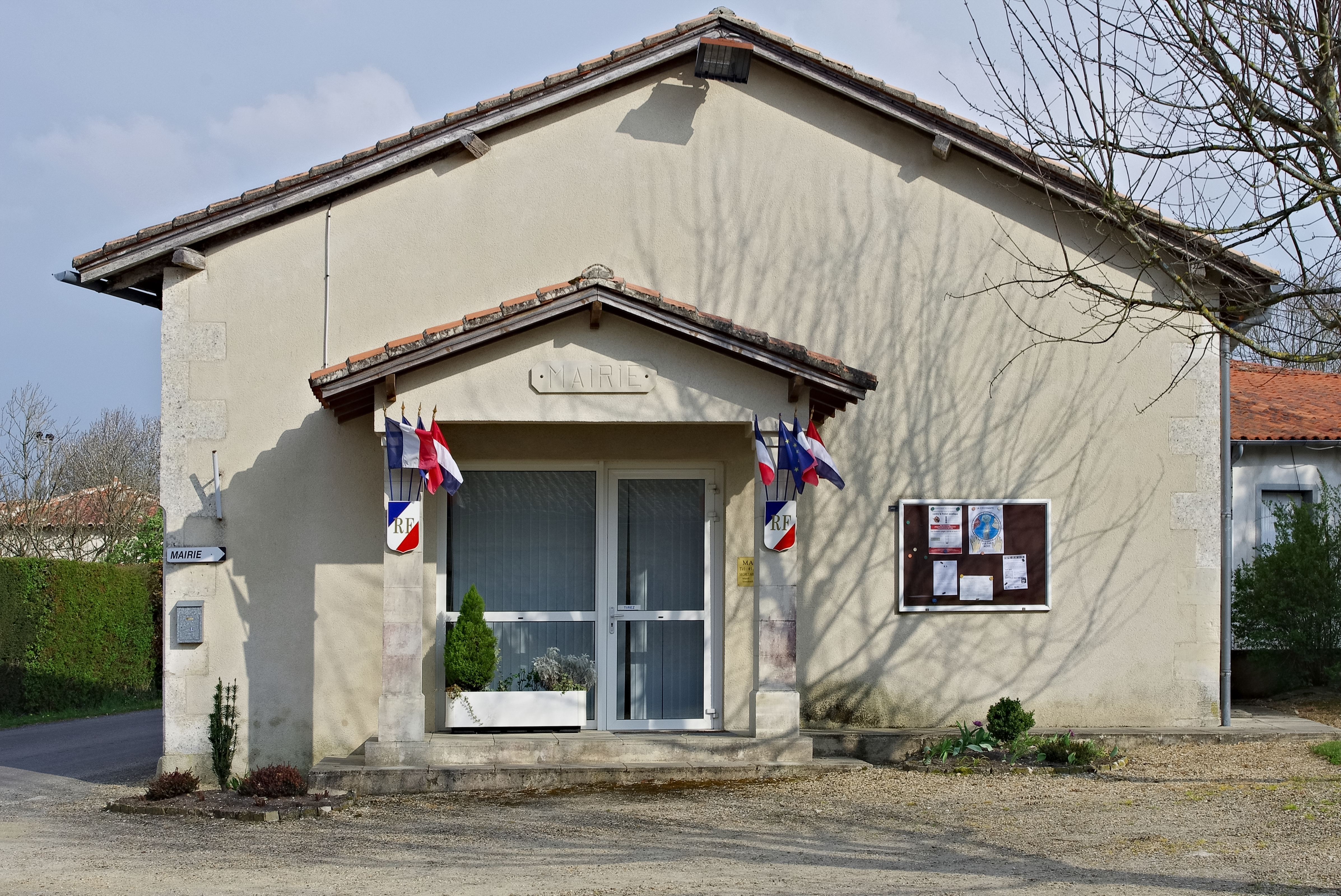
La mairie, en 2012.

| Période                                  | Période  | Identité        | Étiquette | Qualité                                                   |
| ---------------------------------------- | -------- | --------------- | --------- | --------------------------------------------------------- |
| Les données manquantes sont à compléter. |          |                 |           |                                                           |
| 1892                                     | 1940     | Charles Bonneau |           | Docteur en médecine                                       |
|                                          |          |                 |           |                                                           |
| depuis 2001                              | En cours | Mireille Neeser | UMP-LR    | Agent immobilier, suppléante du sénateur François Bonneau |

## Démographie

### Évolution démographique
L'évolution du nombre d'habitants est connue à travers les recensements de la population effectués dans la commune depuis 1793. Pour les communes de moins de 10 000 habitants, une enquête de recensement portant sur toute la population est réalisée tous les cinq ans, les populations de référence des années intermédiaires étant quant à elles estimées par interpolation ou extrapolation. Pour la commune, le premier recensement exhaustif entrant dans le cadre du nouveau dispositif a été réalisé en 2006.

En 2022, la commune comptait 105 habitants, en évolution de +22,09 % par rapport à 2016 (Charente : −0,48 %, France hors Mayotte : +2,11 %).
| 1793 | 1800 | 1806 | 1821 | 1831 | 1841 | 1846 | 1851 | 1856 |
| ---- | ---- | ---- | ---- | ---- | ---- | ---- | ---- | ---- |
| 355  | 345  | 284  | 303  | 327  | 301  | 310  | 323  | 293  |

| 1861 | 1866 | 1872 | 1876 | 1881 | 1886 | 1891 | 1896 | 1901 |
| ---- | ---- | ---- | ---- | ---- | ---- | ---- | ---- | ---- |
| 323  | 300  | 263  | 255  | 256  | 247  | 257  | 211  | 188  |

| 1906 | 1911 | 1921 | 1926 | 1931 | 1936 | 1946 | 1954 | 1962 |
| ---- | ---- | ---- | ---- | ---- | ---- | ---- | ---- | ---- |
| 213  | 216  | 193  | 170  | 188  | 182  | 162  | 159  | 154  |

| 1968 | 1975 | 1982 | 1990 | 1999 | 2006 | 2011 | 2016 | 2021 |
| ---- | ---- | ---- | ---- | ---- | ---- | ---- | ---- | ---- |
| 143  | 102  | 124  | 97   | 77   | 81   | 80   | 86   | 100  |

| 2022 | - | - | - | - | - | - | - | - |
| ---- | - | - | - | - | - | - | - | - |
| 105  | - | - | - | - | - | - | - | - |

### Pyramide des âges
La population de la commune est relativement âgée.
En 2018, le taux de personnes d'un âge inférieur à 30 ans s'élève à 25,6 %, soit en dessous de la moyenne départementale (30,2 %). À l'inverse, le taux de personnes d'âge supérieur à 60 ans est de 34,9 % la même année, alors qu'il est de 32,3 % au niveau départemental.
En 2018, la commune comptait 43 hommes pour 45 femmes, soit un taux de 51,14 % de femmes, légèrement inférieur au taux départemental (51,59 %).
Les pyramides des âges de la commune et du département s'établissent comme suit.
| Hommes | Classe d’âge | Femmes |
| ------ | ------------ | ------ |
| 2,4    | 90 ou +      | 0,0    |
| 4,8    | 75-89 ans    | 13,6   |
| 26,2   | 60-74 ans    | 22,7   |
| 19,0   | 45-59 ans    | 29,5   |
| 16,7   | 30-44 ans    | 13,6   |
| 19,0   | 15-29 ans    | 11,4   |
| 11,9   | 0-14 ans     | 9,1    |

| Hommes | Classe d’âge | Femmes |
| ------ | ------------ | ------ |
| 1      | 90 ou +      | 2,7    |
| 9,2    | 75-89 ans    | 12     |
| 20,6   | 60-74 ans    | 21,3   |
| 20,7   | 45-59 ans    | 20,3   |
| 16,8   | 30-44 ans    | 16     |
| 15,6   | 15-29 ans    | 13,4   |
| 16,1   | 0-14 ans     | 14,3   |

## Économie

### Agriculture
La viticulture occupe une petite partie de l'activité agricole. La commune est située dans les Bons Bois, dans la zone d'appellation d'origine contrôlée du cognac.

## Équipements, services et vie locale

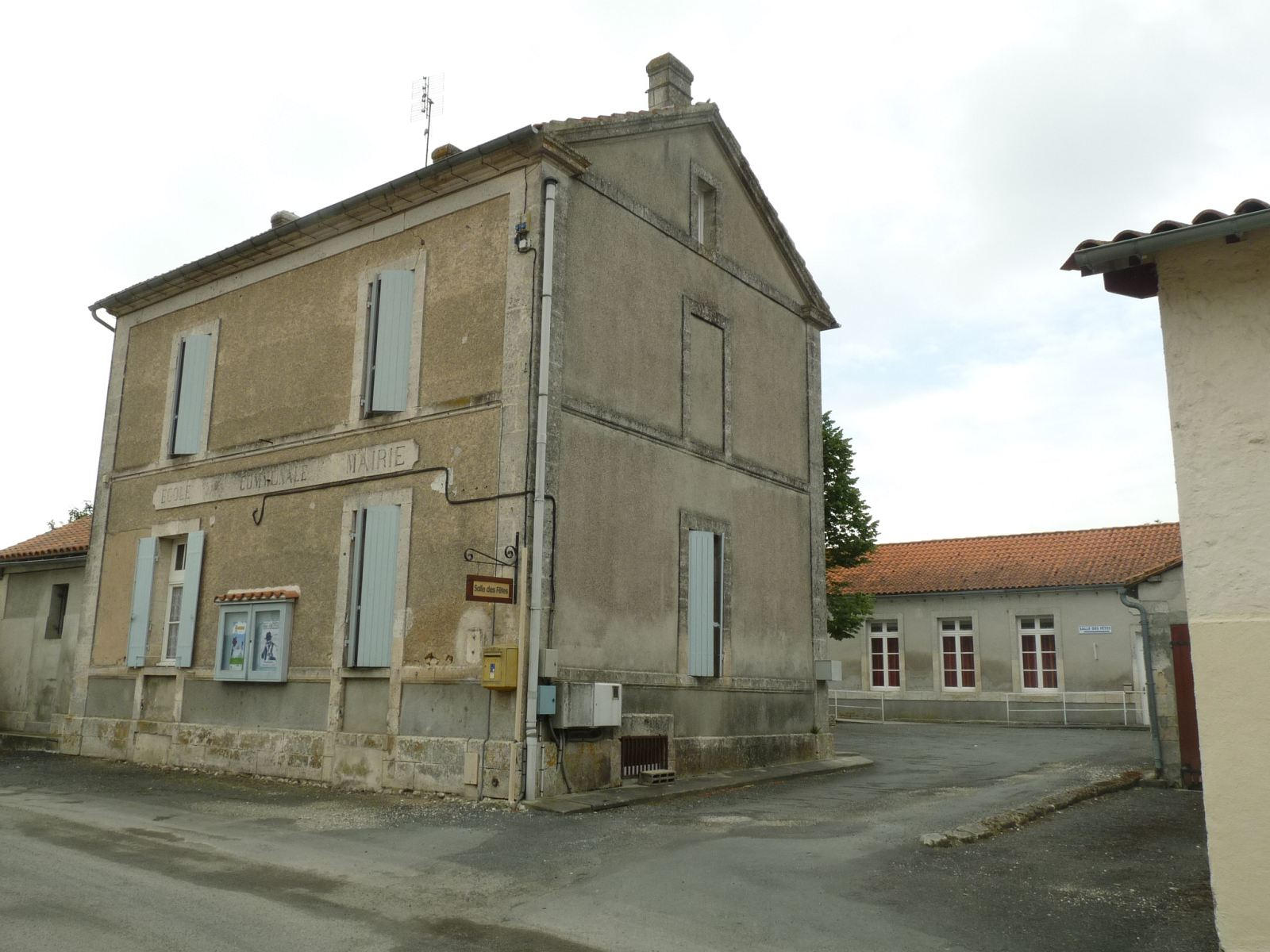
La salle des fêtes, ancienne mairie-école.

## Lieux et monuments

### Église paroissiale Saint-Martin

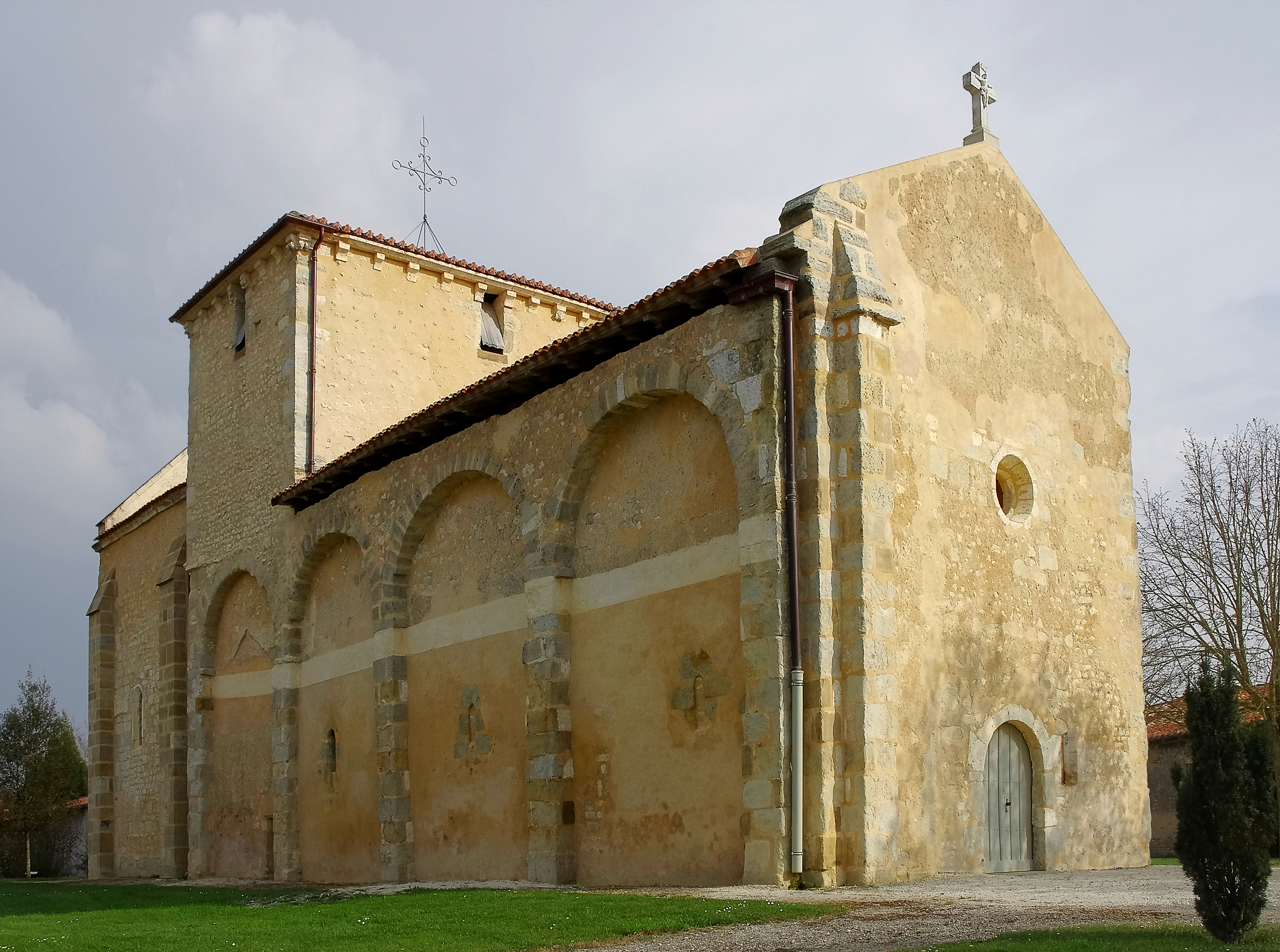
Vue générale de l'église, en 2012.

L'église primitive romane est bâtie vers la fin du XIe siècle ou au début du XIIe siècle. L'abside d'origine est remplacée au XIIe siècle par le chœur actuel voûté en berceau brisé. Le mur sud de la nef et la façade occidentale pourraient dater du XVIIe siècle, à la suite des destructions des guerres de Religion. La voûte de la nef, en briques, date de 1844. Présence de peintures murales dans le chœur, et de traces dans le reste de l'église. Elle est classée monument historique depuis 1987.

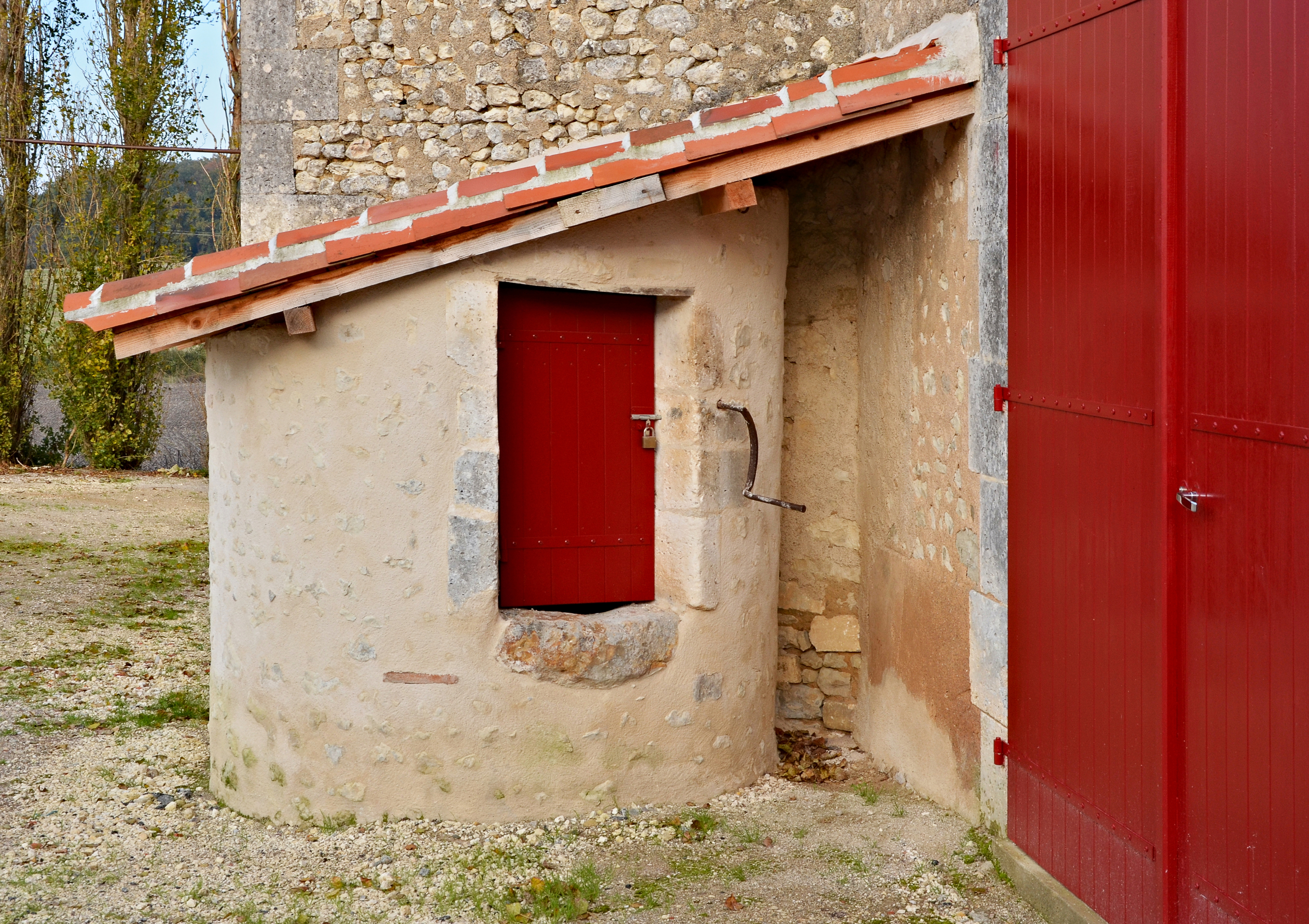
Vieux puits dans le bourg.
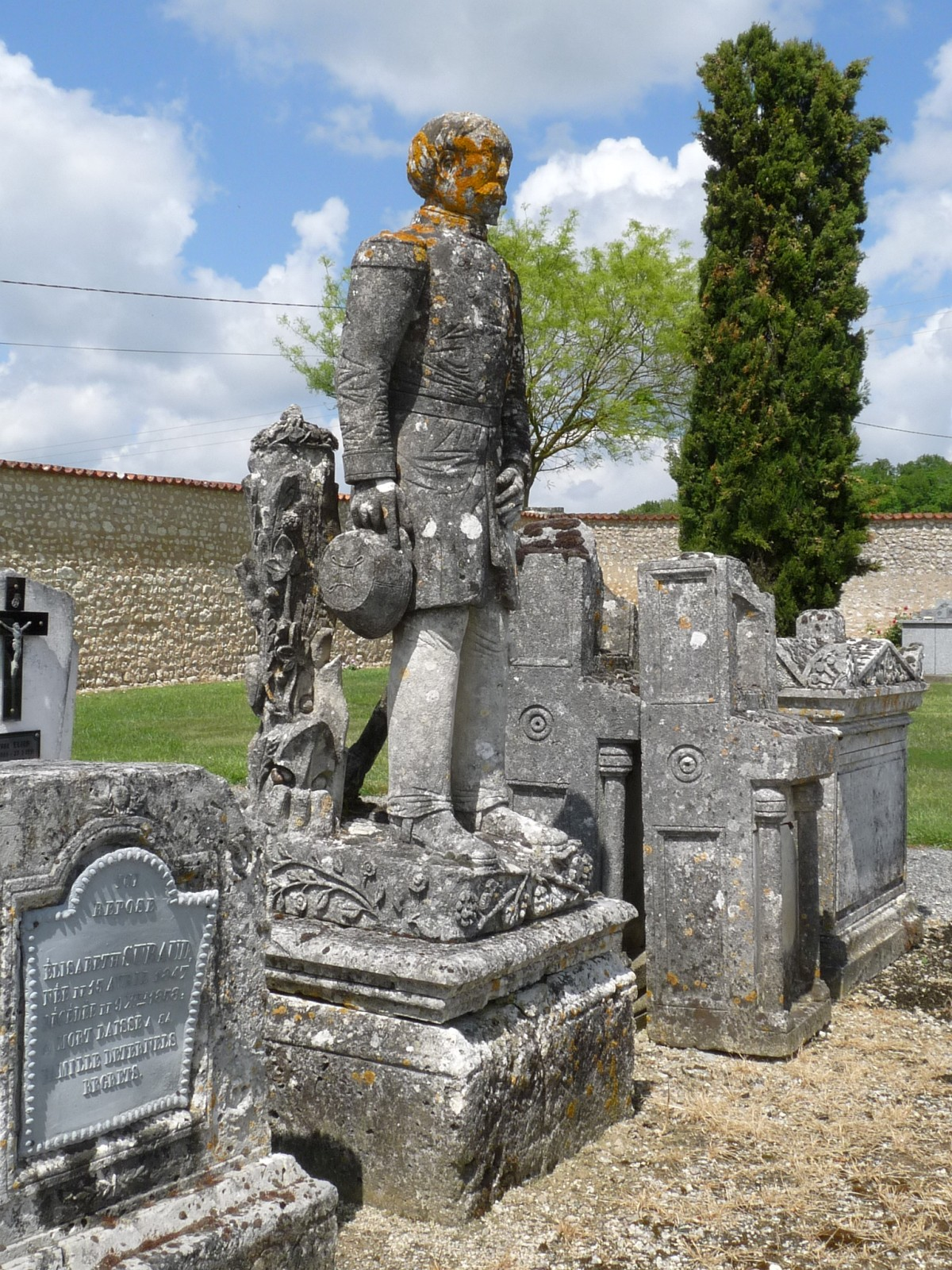
Statue de soldat (1874) dans le cimetière.